# 175P/Hergenrother
175P/Hergenrother, komet Jupiterove obitelji